# Stefanía Socha
Stefanía Socha (Varsovia, 2 de septiembre de 1898 - Świdnica, 22 de agosto de 1958) fue una actriz, guionista y cineasta polaca que desarrolló su carrera fílmica en Perú, donde estrenó la película de cine mudo Los abismos de la vida. Fue pionera de la producción cinematográfica peruana y de las escuelas de cine.

## Biografía
Stefanía Socha nació en Varsovia el 2 de septiembre de 1898 en el seno de una familia vinculada a las artes escénicas. Su madre era cantante, mientras que su padre, Franciszek Edmund Socha, fue bailarín y profesor de ballet de la Ópera de Varsovia. Por su parte, su hermana siguió los pasos de su padre, y su hermano, Artur Socha (1896-1943) fue actor de cine y teatro.
Se graduó en 1918 en la Escuela de Drama de Varsovia. Fue actriz en varias compañías de teatro apareciendo en los carteles de las funciones durante cuatro años. Posteriormente estudió cine en la Escuela Cinematográfica de la Kinostudio Film Society. Al volver a Polonia en 1923, participó en obras en el Teatro Praski de Varsovia, y en el Teatro Polski de Katowice.
En 1926 viajó a Perú, acompañada del arquitecto Grabrowski. En Lima, junto al español B. Sáez Ramos, fundó la productora Perú Film, que también fue escuela de actuación y cantera de jóvenes talentos. Tres años después, junto a sus alumnos, produjo y dirigió Los abismos de la vida, una película muda de corte cómico y moralizante sobre la trágica vida de la joven huérfana Iturregui, que envuelta en un ambiente frívolo y víctima de la seducción de un chofer, corre grave peligro sin la protección de su madre. La película fue un éxito de audiencia, permaneciendo en la cartelera limeña durante dos semanas y varios meses en otras ciudades peruanas.
Tras la crisis internacional de 1929 y el fin del Oncenio de Leguía, la situación política y financiera hizo que la producción cinematográfica cesase. En 1935 Socha se traslada a Brasil donde fundó el estudio Gancha Film. En 1939 volvió a Polonia y sobrevivió a la Segunda Guerra Mundial. En su tierra natal pudo dedicarse a la profesión de actriz, coreógrafa y jefa de escena.
Falleció en Świdnica el 22 de agosto de 1958.

## Filmografía
- Los abismos de la vida (1929)